# جودي كارليسلي
جودي كارليسلي (بالإنجليزية: Jodi Carlisle)‏ هي ممثلة أمريكية، ولدت في 28 أغسطس 1960 في جوليت في الولايات المتحدة.

## أعمال

### مسلسلات
- عائلة ثورنبيري

## وصلات خارجية
- جودي كارليسلي على موقع IMDb (الإنجليزية)
- جودي كارليسلي على موقع قاعدة بيانات الفيلم (الإنجليزية)